# Mirosternus testaceus
Mirosternus testaceus är en skalbaggsart som beskrevs av Perkins 1910. Mirosternus testaceus ingår i släktet Mirosternus och familjen trägnagare. Inga underarter finns listade i Catalogue of Life.